# Rommen Station
Rommen Station (Rommen stasjon) er en metrostation på Grorudbanen på T-banen i Oslo. Stationen ligger i bydelen Stovner mellem Stovner og Romsås Stationer. Stationen ligger over jorden, men banen kommer ud af en tunnel under Romsås i den vestlige ende. Mod øst mod Stovner går banen over jorden og krydser under Aasta Hansteens vei, før den igen går under jorden lige før Stovner Station, der ligger under Stovner Senter.
Stationen åbnede 3. maj 1974 og var endestation for Grurudbanen, indtil Stovner Station åbnede 18. august samme år. I 2010 blev stationen renoveret og genåbnede 18. august 2010.